# 克羅夫內
51°3′29″N 34°42′12″E / 51.05806°N 34.70333°E
克羅夫內（烏克蘭語：Кровне）是位於烏克蘭東北部的村莊，由蘇梅州蘇梅區的米科拉伊夫卡乡级市镇負責管轄。該村處於奧萊什尼亞河畔，始建於1689年，海拔高度152米，人口860。